# Povedkovnik
Povédkovnik je polnopomenska besedna vrsta, katere skladenjska vloga je povedkovo določilo: všeč, rad, mraz ... Nekateri so mogoči le v vlogi povedkovega določila (všeč, bot ...), vendar med povedkovnike sodijo tudi opisni deležniki na -n, -l, -t ter nedoločniki ob naklonskih in večstopenjskih glagolih. Lahko so osebni (tiho v tiho sem, všeč v všeč sem) oziroma neosebni (hudo v hudo je, deževno v deževno je). Večinoma so nepregibni, obstajajo pa tudi pregibni povedkovniki (deležniki, ràd ráda -o).
Pogostokrat štejejo povedkovnike med prislove – tudi v prvi izdaji Slovarja slovenskega knjižnega jezika. Kot samostojno besedno vrsto je povedkovnik (in tudi členek) vpeljal Jože Toporišič v osemdesetih letih 20. stoletja. 

## Delitev
Glede na to, katere slovnične kategorije vsebujejo, bi jih lahko nadalje delili na pridevniške, prislovne in samostalniške:
- pridevniški povedkovniki so najštevilnejši in ohranjajo nekatere pridevniške lastnosti, in sicer pregibanje po spolu in številu ter stopnjevanje (npr. deležen v Bil je deležen pozornosti., domač v Janez je domač.);
- prislovni povedkovniki imajo tipične prislovne oblikotvorne morfeme s tipično nepregibnostjo, izjema je možnost stopnjevanja (bot v Zdaj sta si bot., dolgčas/predolgčas v Njim je dolgčas/predolgčas.);
- samostalniški povedkovniki imajo tipične  oblikotvorne lastnosti, a nasproti samostalnikom so pregibni samo po številu (navada v Kajenje je navada., sram v Bilo ga je sram).

Pravi povedkovniki so lahko tudi medmeti (joj/prejoj v To bo joj/prejoj.) in tudi sklopi tipa boglonaj (v On jim je boglonaj.), bogpomagaj (v Z njim je bogpomagaj.) ipd. Zaradi svoje tvorjenosti in tudi sicer so slednji besednovrstno nejasni.

## Pregibnost
Povedkovniki so praviloma nepregibni, s tem da se t. i. pridevniški povedkovniki lahko pregibajo po spolu in številu ter stopnjujejo, t. i. samostalniški povedkovniki pa se pregibajo le po številu.